# Conte di Ormond

Stemma di Butler, conte e marchese di Ormonde: rosso, tre coppe coperte d'oro. I conti di Ormond, hanno incastonato questo stemma con lo stemma del loro antenato Theobald Walter, 1° barone Butler morto nel 1206 (oro, un capo azzurro dentellato) nel 1° quarto

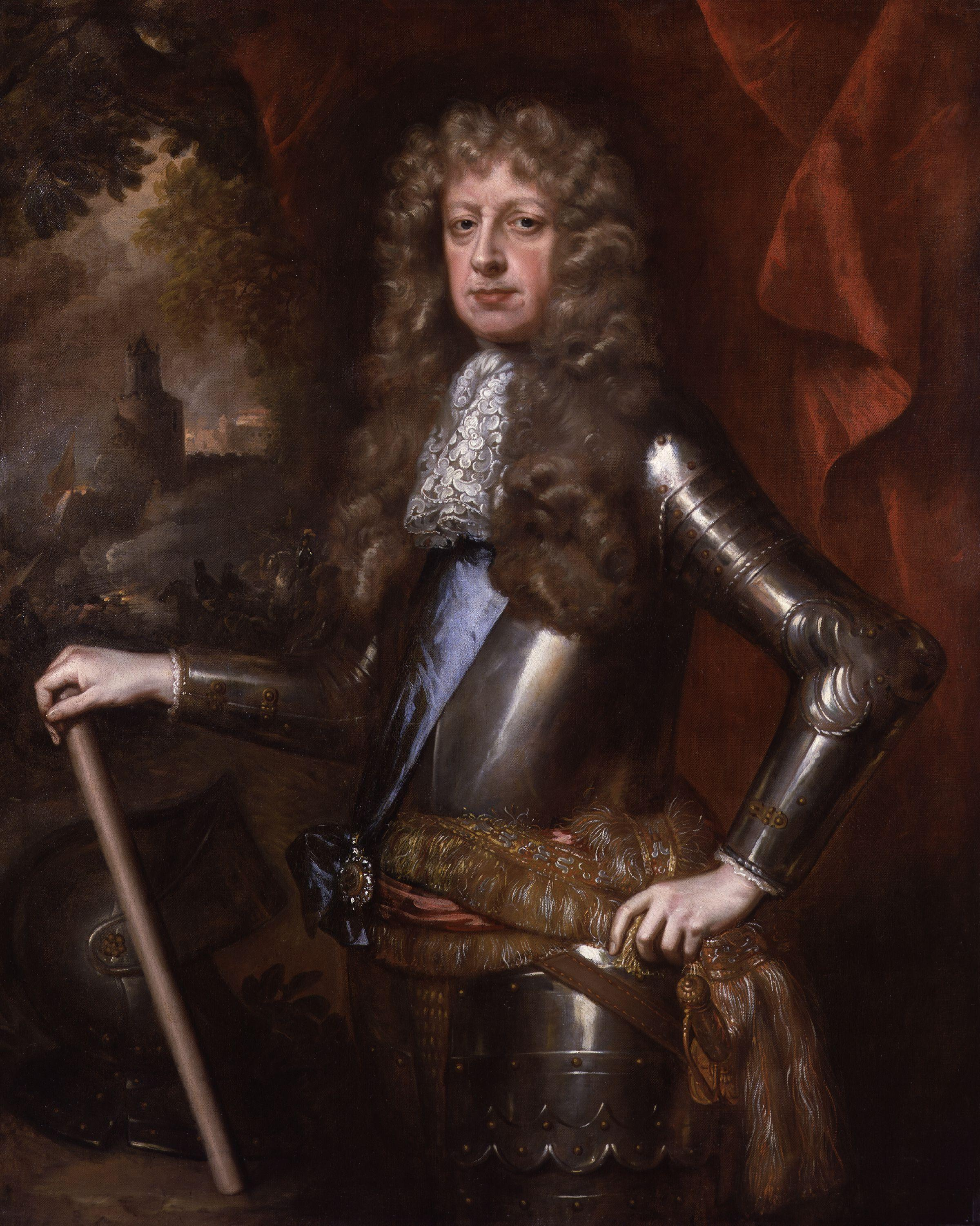
Ritratto di James Butler, I duca di Ormond di William Wissing, 1680 circa.

Il titolo pari di Conte di Ormond e i relativi titoli duca di Ormonde e marchese di Ormonde hanno una storia lunga e complessa. Una contea di Ormond è stata creata tre volte nella Paria d'Irlanda. Era stata originariamente creata nel 1328 per James Butler. Il quinto conte è stato creato conte di Wiltshire (1449) nella paria d'Inghilterra, ma ne fu privato nel 1461 e le sue proprietà furono dichiarate decadute. 
La contea di Ormond fu restituita al fratello minore, John Butler, il sesto conte. Il conte de facto, se non de iure a tutti gli effetti, Piers Butler, fu indotto a rinunciare ai suoi diritti al titolo nel 1528. Ciò ha agevolato la successiva assegnazione dei titoli di Ormond e Wiltshire a Thomas Boleyn, che era il padre di Anna Bolena. A quel tempo, Anna era l'amante del re Enrico VIII d'Inghilterra. Come nipote materno del VII conte, Thomas Boleyn aveva diritto al titolo. Attraverso sua figlia, Anna, era il nonno di Elisabetta I d'Inghilterra. Alla morte di Boleyn, questi possedimenti della seconda creazione si estinsero perché non aveva eredi maschi, dato che suo figlio George era stato giustiziato per tradimento.
Come ricompensa per il patriottismo e la generosità dimostrate, Piers Butler, cugino del VII conte, venne creato conte di Ossory cinque giorni dopo aver rinunciato ai diritti sugli altri titoli. La terza creazione per Piers Butler (nel 1538) venne riconosciuta prima dello scoppio del caso di anna Bolena. Il quinto conte della terza creazione venne creato Marchese di Ormonde (1642) e Duca di Ormonde (1660) nella Paria d'Irlanda, e Duca di Ormonde (1682) nella Paria d'Inghilterra.

## Conti di Ormond, prima creazione (1328)
- James Butler, I conte di Ormond (1305-1338)
- James Butler, II conte di Ormond (1331-1382)
- James Butler, III conte di Ormond (1361-1405)
- James Butler, IV conte di Ormond (1392-1452)
- James Butler, V conte di Ormond (1420-1461)
- John Butler, VI conte di Ormond (1422-1478)
- Thomas Butler, VII conte di Ormond (1426-1515)

## Conti di Ormond, seconda creazione (1529)
- Thomas Boleyn, I conte di Wiltshire e I conte di Ormond (1477-1539)

## Conti di Ormond (1538), terza creazione; ripristinata alla prima creazione
- Piers Butler, VIII conte di Ormond (1467-1539) (anche I conte di Ossory nel 1528)
- James Butler, IX conte di Ormond (1496-1546) (anche I Thurles Viscount nel 1536)
- Thomas Butler, X conte di Ormond (1532-1614)
- Walter Butler, XI conte di Ormond (1569-1634)
- James Butler, XII conte di Ormonde (1610-1688) (creato duca di Ormonde nel 1661)
- John Butler, XV conte di Ormond (1744-1766)
- Walter Butler, XVI conte di Ormond (1703-1783)
- John Butler, XVII conte di Ormond (1740-1795)
- Walter Butler, XVIII conte di Ormond (1770-1820) (creato marchese di Ormonde nel 1816)
- James Butler Wandesford, XIX conte di Ormond (1777-1838) (creato marchese di Ormonde nel 1825)

## Duchi di Ormonde (1661 in Irlanda e 1682 in Inghilterra)
- James Butler, I duca di Ormonde (1610-1688)
  - Thomas Butler, visconte Thurles c. 1632–1633)
  - Thomas Butler, VI conte di Ossory (1634–1680)
- James Butler, II duca di Ormonde (1665-1745) (titolo privato nel 1715, applicato unicamente al ducato nella paria d'Inghilterra ma non a quella irlandese)
- Charles Butler, III duca di Ormonde (1671-1758) (solo titolo irlandese e de jure quello inglese)

## Marchesi di Ormonde (1816)
- Walter Butler, I marchese di Ormonde (1770-1820)

## Marchesi di Ormonde (1825)
- James Butler Wandesford, XIX conte di Ormond (1777-1838) (creato marchese di Ormonde nel 1825)
- John Butler, II marchese di Ormonde (1808-1854)
- James Butler, III marchese di Ormonde (1844-1919)
- James Butler, IV marchese di Ormonde (1849-1943)
- James Butler, V marchese di Ormonde (1890-1949)
- James Butler, VI marchese di Ormonde (1893-1971)
- James Butler, VII marchese di Ormonde (1899-1997)